# Suikermaïs
Suikermaïs (Zea mays convar. saccharata) is een convariëteit of ondervariëteit van maïs die hoofdzakelijk voor de verse consumptie geteeld wordt.
De korrels worden in het zogenaamde melkrijpe stadium geoogst. Het optimale oogststadium wordt bereikt als de kolfkwast donkerbruin verkleurd is, de korrels tot bijna boven in de kolf warmgeel van kleur en nog niet ingedeukt zijn.
Er kan onderscheid gemaakt worden in extra zoete en normaal zoete suikermaïs. Normaal zoete suikermaïs heeft een vrij laag suikergehalte en wordt in Nederland weinig geteeld. Extra zoete suikermaïs kan, doordat de omzetting van suiker naar zetmeel genetisch geblokkeerd is, wel tot 20% suiker bevatten en bezit daardoor maar weinig zetmeel.
De genetische blokkade bij extra zoete mais berust op het gen shrunken-2. Bij normaal zoete maïs is dat het sugary-1 gen. Beide genen zijn recessief. In snijmais komen deze beide genen dominant voor. In normale suikermaïs komt het shrunken-2 gen dominant voor en in extra zoete suikermaïs is het gen sugary-1 dominant aanwezig. Daarom mogen extra zoete maïs, normale suikermaïs en snijmaïs niet in elkaars buurt staan, omdat anders door de kruisbestuiving de blokkade van suiker naar zetmeel opgeheven wordt.
Het zaad van extra zoete maïs is te herkennen aan de sterk verschrompelde korrels. Voor de amateurtuinder zijn de rassen 'Tasty sweet' en 'Early Extra' te koop. Het laatst genoemde ras is vroeger rijp dan het eerst genoemde.

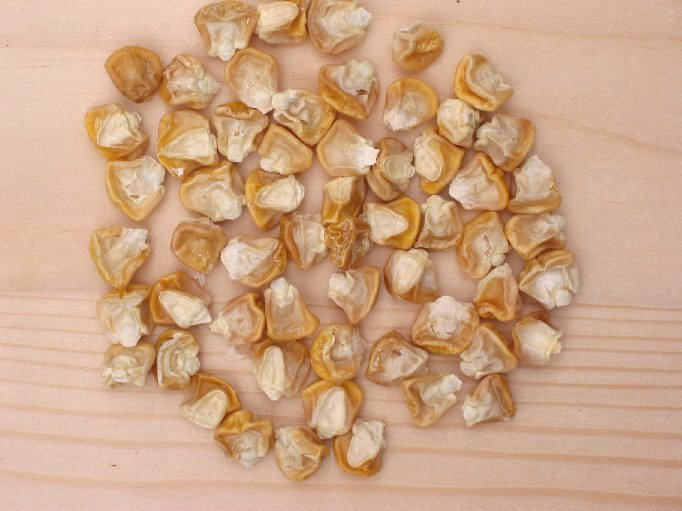
verschrompelde korrels

Ook zijn er in de V.S. extra zoete rassen met een zachte korrel ontwikkeld, die rauw gegeten ook smakelijk zijn. Dit komt doordat de buitenste laag (pericarp) van deze korrels zacht blijft. Deze rassen zijn de zogenaamde 'multisweet' rassen.
Een veelvoorkomend misverstand is dat men denkt dat deze suikermaïs genetisch gemodificeerd is. Dit is echter niet het geval. Er is slechts één ras dat genetisch veranderd is, maar dit is niet in Europa toegestaan. Er is echter ook geen noodzaak om dit ras te telen, omdat de ziekte waarvoor dit ras resistent is, in Europa niet voorkomt.
De oogst van de buitenteelt in België begint eind juli en gaat door tot half oktober. De oogst van de buitenteelt in Nederland loopt vanaf begin augustus en gaat door tot half oktober.

Suikermaïs
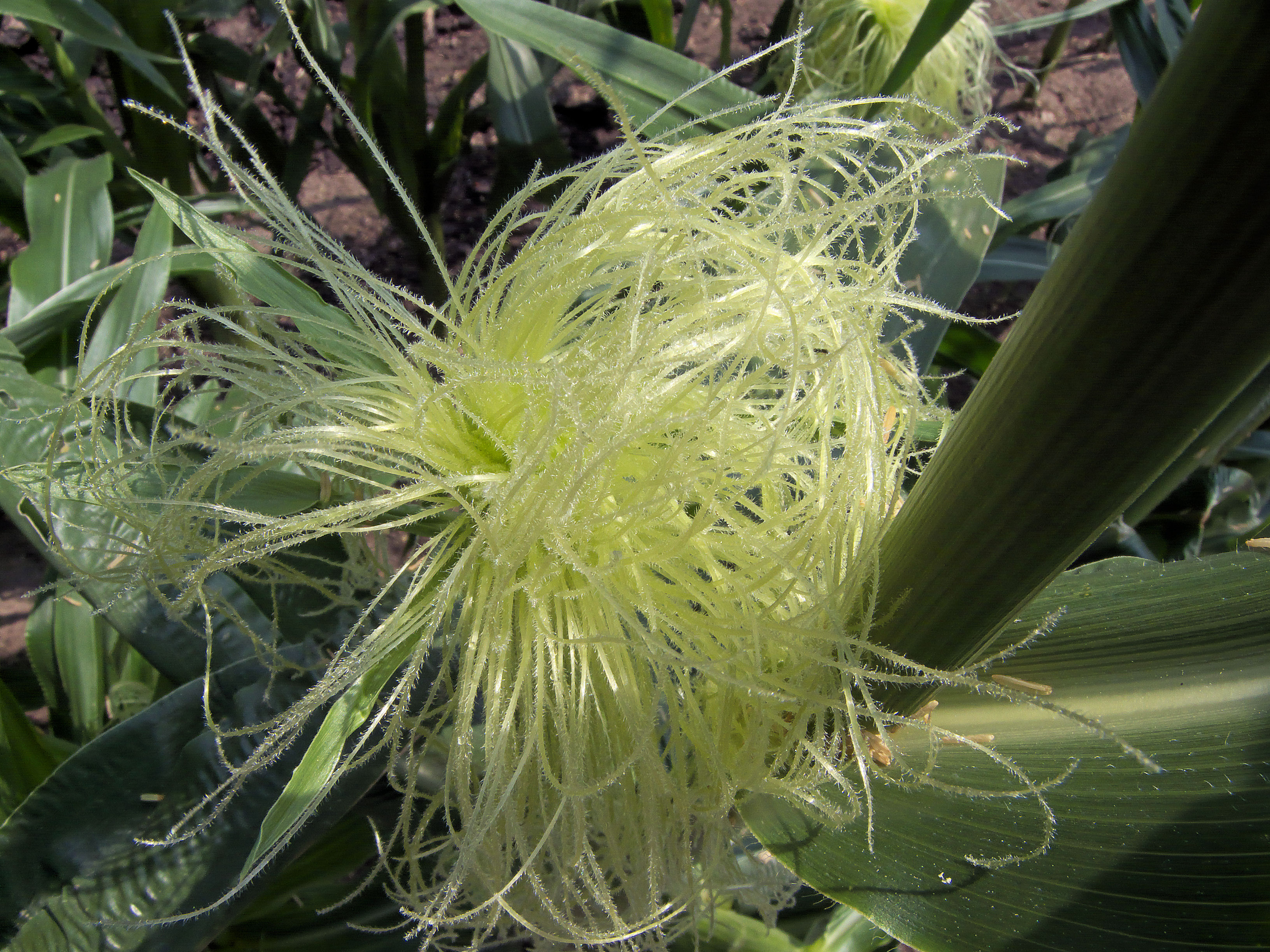
Maïskolf, vrouwelijke bloeiwijze
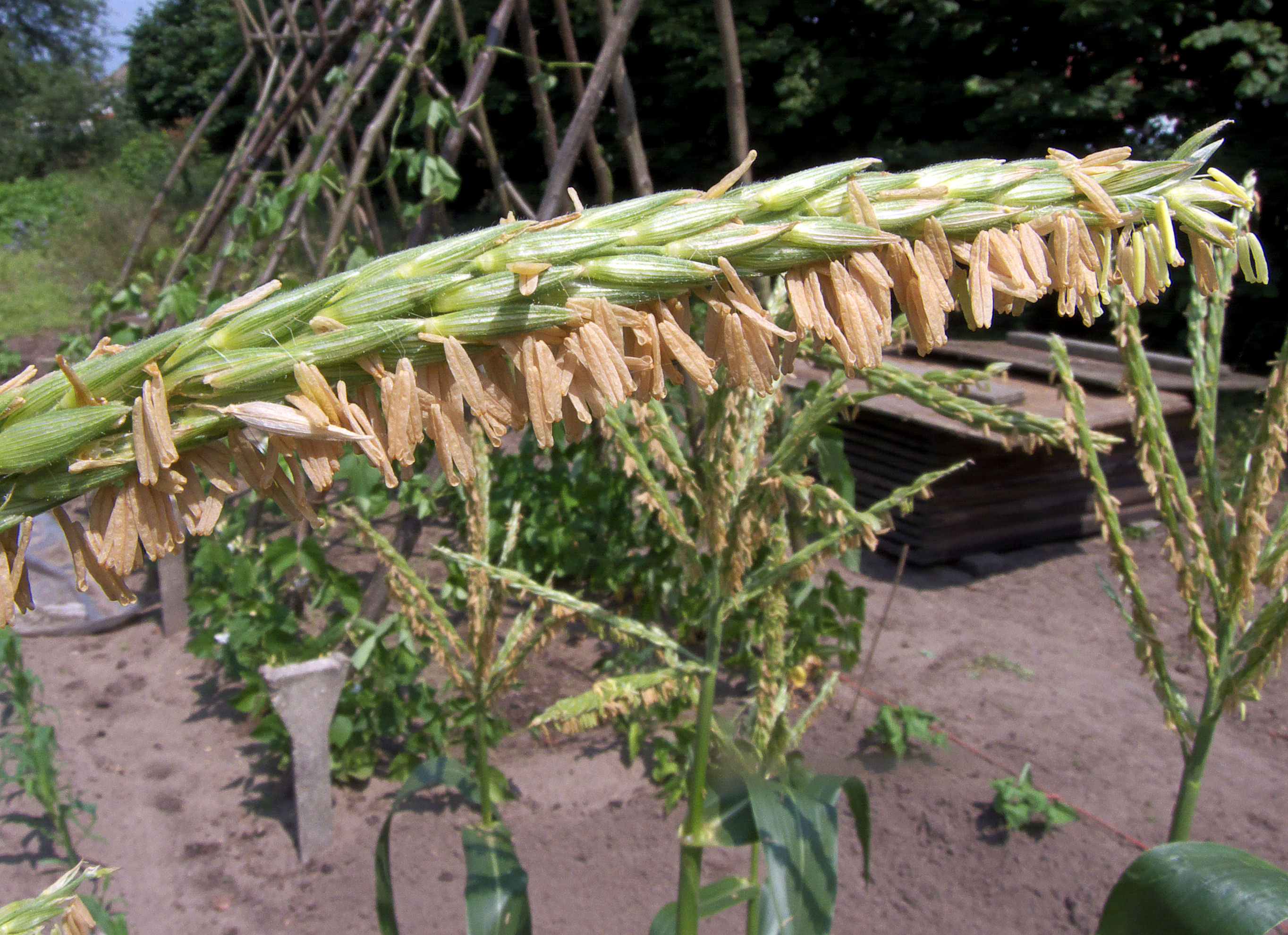
Mannelijke bloeiwijze
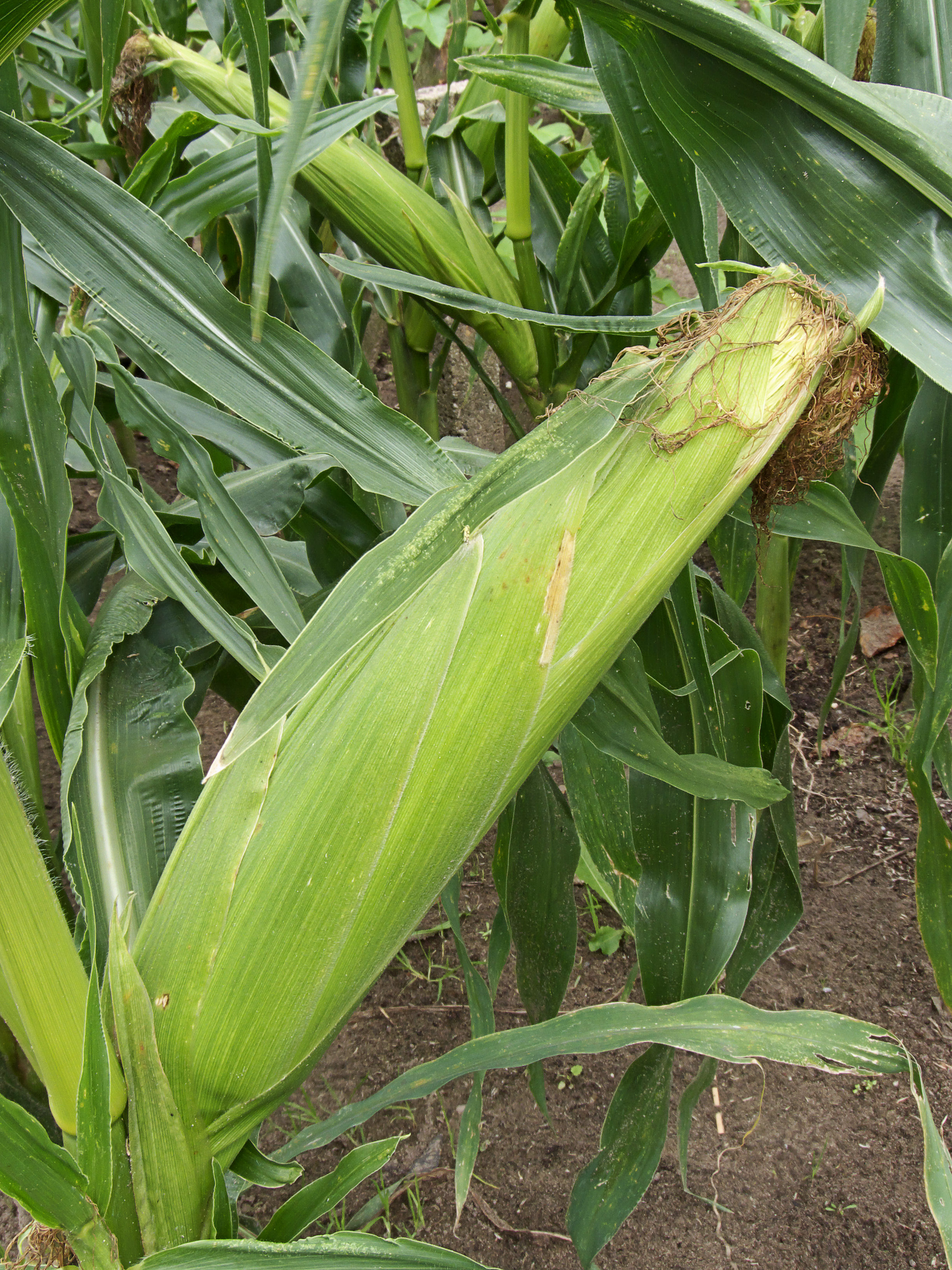
Maïskolf
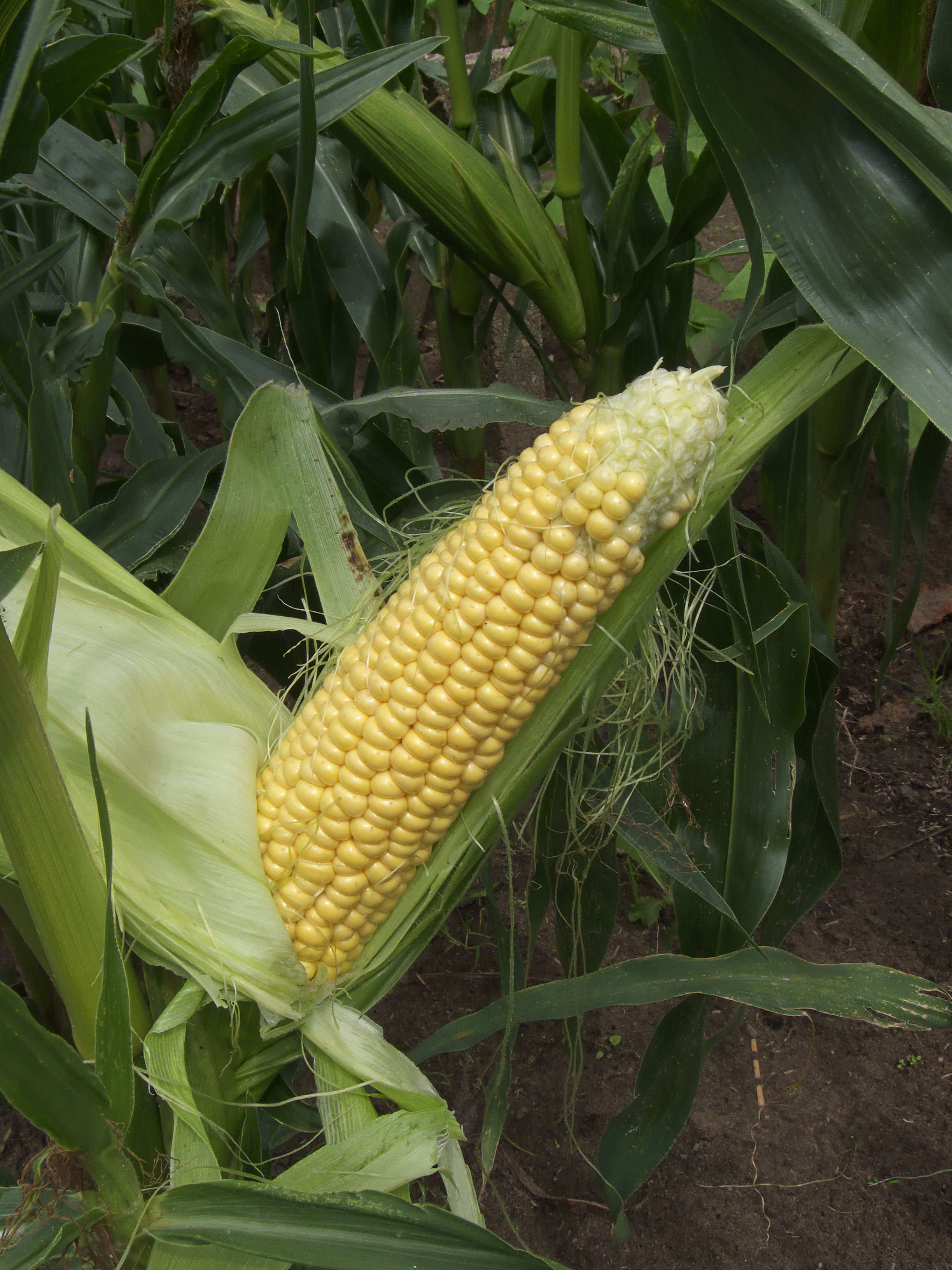
Maïskolf